# 미에촌 (효고현)
미에촌(三江村)은 효고현 기노사키군에 설치되었던 촌이다. 현재의 도요오카시에 해당한다.

## 역사
- 1889년 4월 1일 - 정촌제 시행에 의해 10개 촌의 구역을 가지고 성립하였다.
- 1943년 4월 1일 - 도요오카정에 편입해, 동일 미에촌은 폐지되었다.

## 교통

### 철도
- 철도성
  - 미야후쿠선 (현 교토 탄고철도 미야후쿠선)

## 참고문헌
- 가도카와 일본지명 대사전 28권 효고현